# 仮面ライダーディケイド
『仮面ライダーディケイド』（かめんライダーディケイド、欧文表記:MASKED RIDER DECADE）は、2009年1月25日から同年8月30日まで、テレビ朝日系列で毎週日曜8時から8時30分（JST）に全31話が放映された、東映制作の特撮テレビドラマ作品、および作中で主人公が変身するヒーローの名称である。ハイビジョン制作（アナログ放送ではレターボックス放送）。
キャッチコピーは「全てを破壊し、全てを繋げ!」、「平成ライダー? 10年早ぇよ!」。

## 概要
平成仮面ライダーシリーズ10周年記念・平成仮面ライダーシリーズ10作記念作品として、平成仮面ライダー10周年プロジェクトの一環で制作された作品である。オープニングのタイトル表記時にも、記念作であることを示す「平成仮面ライダー10th SINCE 2000」のロゴマークが表示されている。このマークは平成仮面ライダー10周年を迎えた2009年に展開される本作品や関連商品、それに放送開始前の2008年に稼働開始したデータカードダス『仮面ライダーバトル ガンバライド』などでも使用されている。略称は「ディケイド」や「DCD」など。後者はタイトルロゴや劇場版の作中で使用されている。
本作品は、「10年に1度のお祭り」というコンセプトの下で平成仮面ライダーシリーズに登場する歴代の仮面ライダーが総登場するクロスオーバー作品である。さらに番組後半では同時期に放送されたスーパー戦隊シリーズの『侍戦隊シンケンジャー』や、昭和の仮面ライダー作品ともクロスオーバーを展開した。仮面ライダーシリーズとスーパー戦隊シリーズのヒーローが共演するテレビ作品は本作品が初となる。
主役の仮面ライダーディケイドは本来の姿に加え、『仮面ライダークウガ』から『仮面ライダーキバ』までの主役ライダー9人にも変身可能。主役以外のライダーたちも様々な場面で登場する。またゲストにオリジナル版の俳優を起用したり、オリジナル版の特撮演出・BGMを再現するといった演出が行われている。一方で各世界はリ・イマジネーション（再創造）と呼ばれる構想の下、オリジナル版とは設定が変更されたシミュラークル（模造品）として登場し、東映自身による二次創作となっている。
『仮面ライダー (スカイライダー)』以降、仮面ライダーのテレビシリーズは基本的に1年間の放送体制を採っていたが、本作品は以降の作品のストーリーと関連商品のピーク時期を、同じスーパーヒーロータイム枠のスーパー戦隊シリーズ（毎年2月開始）とずらすことを目的とした特殊な形態で放送されていたため、放送回数も全31話となった。テレビシリーズの中では『仮面ライダーアマゾン』（全24話）に次いで放送回数が少ない作品である。戦隊ではなくライダーの開始時期を秋にずらした理由は、戦隊が基本のヒーローであるのに対しライダーは柔軟性があるからである。
本放送終了後の2009年10月4日からは、テレビ朝日のみではあるが再放送も行われた。詳細は#再放送・ネット配信の節を参照。

## あらすじ
西暦2009年。光夏海は無数の仮面ライダーがある一点を目指してディケイドと呼ばれる仮面ライダーに総攻撃を仕掛けて全滅するという夢を繰り返し見てはうなされていた。現実に戻れば家業の「光写真館」に居候している青年・門矢士がきちんと写真を撮らないと客から苦情を受け、謝罪と士への説教をする毎日。
ある日、突如世界のあちこちで謎のオーロラと共に無数の怪人が現れ、人々を襲い始める。夏海と離れ離れになった士は謎の青年・紅渡と接触し、自分がディケイドと呼ばれる仮面ライダーであることを知らされる。夏海と合流した士は、彼女が見つけたバックルとカードで仮面ライダーディケイドに変身して怪人たちを倒すが、世界の崩壊は止まらない。
士は再び現れた渡により、それぞれの仮面ライダーが戦う9つの並行世界が1つに融合し、最終的に崩壊しようとしているということ、そして士は9つの世界を旅してそれを防ぐ使命を課せられた存在だということを告げられる。こうして士は自分の写せる世界を探すために、夏海は夢で見たディケイドへの不安から、異世界への旅に出ることを決意する。

## 登場人物
基本的にテレビシリーズにおける物。映画各作品における設定・活動については見出しで節を分けて記述。
- 「電王の世界」の詳細は「仮面ライダー電王の登場キャラクター」を参照
- 「シンケンジャーの世界」の詳細は「侍戦隊シンケンジャーの登場人物」を参照

### 異世界を渡る者たち

#### 旅の仲間
光写真館を拠点とし、異世界を巡る旅を行うメンバー。
門矢 士（） / 仮面ライダーディケイド
本作品の主人公。仮面ライダーディケイドに変身する青年。20歳。一人称は「俺」。カメラマンを自称し、35mmフィルムの二眼レフのトイカメラを常に身に付けている。クールかつ自信家で誰に対しても尊大な態度で接し、傲岸不遜な態度を取ることが多い。
詳細は仮面ライダーディケイド (キャラクター)を参照。

光 夏海（）
本作品のヒロイン。光写真館で受付嬢をしている女性。20歳。一人称は「私」。「夏海の世界」出身。誰に対してもですます調で話し、他人の首筋にある「笑いのツボ」を押すことで相手を否応無しに大笑いさせる光家秘伝の必殺技を持つ。士からは「夏ミカン」、海東からは「夏メロン」とも呼ばれる。紫苑高校の卒業生で、かつては同級生とTG（退学）クラブを結成していた。
大勢の仮面ライダーがディケイドに倒される夢をよく見ており、士が変身したディケイドにも警戒心を抱いていた。士が世界を旅するよう告げられたことを知り、前述の夢に対する不安からその旅に同行する。度々鳴滝から接触を受け破壊者であるディケイドの恐ろしさに警鐘を鳴らされているが、自身は士の人間性を信じており、あらゆる世界から迫害を受ける士の「帰る場所」になりたいと願うようになる。
『劇場版 仮面ライダーディケイド オールライダー対大ショッカー』
旅の仲間たちが大ショッカーになってしまったため、海東大樹と逃亡する。
『仮面ライダー×仮面ライダー W&ディケイド MOVIE大戦2010』
世界の破壊者になってしまった士を止めるため、仮面ライダーキバーラに変身する。

小野寺 ユウスケ（） / 仮面ライダークウガ
ディケイドを倒すという目的を抱いていた鳴滝から変身ベルト・アークルを託され、仮面ライダークウガに変身する能力を得た青年。
詳細は仮面ライダークウガ (キャラクター)を参照。

海東 大樹（） / 仮面ライダーディエンド
仮面ライダーディエンドに変身する青年。一人称は「僕」。「ディエンドの世界」出身。様々な世界を単独で往来し「僕の旅の行き先は、僕が決める」という信念のもとで価値のある"お宝"と判断した物を盗み出そうとする怪盗を好む風来坊。
詳細は仮面ライダーディエンドを参照。

光 栄次郎（）
光写真館の主人で、夏海の祖父。夏海の両親に代わり、子供のころから彼女の面倒を見てきた好々爺。一人称は「私」。光写真館が多くの時空を越えることや、怪人やキバーラが存在することなどに対しても動じず、特に驚きも見せずマイペースに順応する。美味しいコーヒーを淹れることや料理の腕前は達者で自慢としており、写真館を訪れる異世界の訪問客に振舞う。切り絵と料理が趣味。
基本的に写真館から外出する描写が無く、物語の事件に関わることは少ない。しかし夏海だけでなくメンバー全員を家族同様大切に思っており、言うなれば彼らの帰る場所で待ち続ける心の支えとなる存在。終盤自身が「世界の破壊者」であるという抗えない真実に嘆く士に、これまでしてきた旅の意味を説き、彼を激励した。
映画『劇場版 仮面ライダーディケイド オールライダー対大ショッカー』
大ショッカー基地内で、突然死神博士に変身する。
映画『仮面ライダー×仮面ライダー W&ディケイド MOVIE大戦2010』
おでん屋台で鳴滝と出くわし、彼が用意したスルメイカとビール（イカでビール）で、前作（『オールライダー対大ショッカー』）の時の記憶を思いだしかけたところに、飛来したマントによってスーパー死神博士に変貌してしまう。
ゾル大佐になった鳴滝と共にスーパーショッカーを結成し、前作と同様に“怪人作りの名人”として世界征服成就のために“神を超える力”であるネオ生命体を誕生させた。
『W』の園咲琉兵衛とはおでん屋台での飲み友達のような間柄である。『MOVIE大戦2010』でスーパー死神博士の正体が判明し、「死神博士」のガイアメモリの影響で変身していたことが明らかとなる。本人の意思で死神博士となったわけではなく、「死神博士」のガイアメモリとの適合率の高さを鳴滝に利用されて変身させられており、正気を取り戻した際には死神博士の時の記憶はほとんど覚えていなかった。3編全て（『W ビキンズナイト』の方では、霧彦の回想で登場）登場している。

キバーラ
「キバの世界」の女性のキバット族の白いコウモリ型モンスター。一人称は「私」。大好物は人の血で、鳴滝の血を吸ったり、ライダーに変身する者に噛み付くことでその能力を活性化させる。
明るい性格を装っているが、時折冷酷な一面を覗かせる。鳴滝と密接な関係を持ち、彼と同様に次元に干渉して他者を異世界に送る能力を持ち、士たちを監視して鳴滝に士たちの動向を密告する。「キバの世界」での騒動終結後は、諜報活動を行うために士たちに同行している。

#### ディケイドを敵視する者たち
本節で記述する人物はガイを除き、なぜ士を敵視しているかなどの説明はない。また渡や剣崎といった過去のライダー作品の主人公などは、各作品のテレビシリーズより数年後という設定になっている。彼ら以外の"仲間"については変身後の姿のみの登場となったため、変身者については詳細は不明。
鳴滝（）
「預言者」を自称する壮年の男で、ディケイドが絡む事件においての黒幕的な存在。眼鏡とコート、フェルト帽が特徴。ディケイドと大ショッカーを敵視し、特にディケイドに対しては「世界の崩壊を防ぐ」という名目でことあるごとに激しい憎悪を口にするが、その真意は不明。ディケイドやディエンドのようにドライバーを持ってはいないが、自ら様々な世界を往来可能。
士たちの行く先々の世界でディケイドが世界の破壊者（悪魔）であると他のライダーたちに吹き込んだ上で抹殺を教唆したり、オーロラで別世界から召喚した好戦的なライダーや怪人を刺客として差し向けたりするなど、目的のためならば手段を選ばず、傍迷惑な混乱を巻き起こし続けている。また夏海に接触しディケイドを止めるように唆している。
映画『劇場版 仮面ライダーディケイド オールライダー対大ショッカー』
夏海と大樹の逃亡を手助けする。
映画『仮面ライダー×仮面ライダー W&ディケイド MOVIE大戦2010』
おでんの屋台の親父に扮して栄次郎をおびき出しスーパー死神博士として覚醒させ、自らもゾル大佐に変身。ディケイドを倒したい一心で、スーパーショッカー結成の手引きを行う。ゾル大佐としての活躍はゾル大佐を参照。
映画『仮面ライダー×スーパー戦隊 スーパーヒーロー大戦』
ドクトルGに扮し、大ショッカーの副首領として暗躍。ドクトルGおよびカニレーザーとしての活躍はドクトルGを参照。
テレビスペシャル『烈車戦隊トッキュウジャーVS仮面ライダー鎧武 春休み合体スペシャル』
ライト / トッキュウ1号と出会った葛葉紘汰 / 仮面ライダー鎧武の前に唐突に現れ、レインボーパスを差し出し烈車に乗車できるようにし、オーロラカーテンの中へと唐突に去っていく。
映画『平成ライダー対昭和ライダー 仮面ライダー大戦 feat.スーパー戦隊』
登場前に何の脈絡も無く「おのれディケイド!!」と叫んで現れる。士の前に現れ「平成ライダー15人の力を結集せよ」というメッセージを与えた。鎧武と1号の最終決戦では実況的な役割も担った。
今回は士と敵対していた『MOVIE大戦2010』や『スーパーヒーロー大戦』と異なり傍観者の立場を貫いておりエンディングでは敵対している士に対し「ライダーってのは、何て素晴らしいんだ!」と告げ、士もそれに同意しているなど敵対関係というよりはすでに腐れ縁のような関係性を見せている。

ガイ / アポロガイスト / スーパーアポロガイスト
詳細はアポロガイスト#『仮面ライダーディケイド』に登場したアポロガイストを参照。
紅 渡（） / 仮面ライダーキバ
詳細は仮面ライダーキバの登場キャラクターを参照。
剣崎 一真（） / 仮面ライダーブレイド
詳細は仮面ライダー剣の登場キャラクターを参照。

### 9つの世界の仮面ライダー
ワタル / 仮面ライダーキバ
「キバの世界」の王子。ファンガイアの父と人間の母を持つ混血児。ファンガイア王族の血を受け継ぐ「キバの鎧」の継承者で、キバットバットIII世の力でキバに変身する。人間のライフエナジーを欲する衝動に駆られるファンガイアとしての血に目覚めて本能を抑え切れないため、親しくなった人間を襲ってライフエナジーを吸ってしまうことを恐れている。そのため王位を引き継ぐことに消極的で、誰にも好意を抱かず、心を閉ざして1人で生きていこうとして、他人との交流を避けた態度を取っていた。しかし士と、偶然親衛隊の一員になったユウスケとの交流で「人間とファンガイアの共存」のために王になる決意を固める。
「ライダー大戦の世界」で再登場した際には、進攻するブレイドたちに対抗すべくファンガイアと手を組んでいた。スーパーアポロガイストを倒した直後、「キバの世界」と共に消滅した。
『仮面ライダー×仮面ライダー W&ディケイド MOVIE大戦2010』
『ディケイド 完結編』で復活し、アスムと共にスーパーショッカーとの戦いに挑むディケイドたちの元に早く駆け付けた。

辰巳 シンジ（） / 仮面ライダー龍騎
雑誌「ATASHI JOURNAL」編集部の専属カメラマン。同じカメラマンである士の写真を個性的と褒めている。桃井殺害事件の裁判で仮面ライダー龍騎に選ばれる。トップ記者だったレンとの共同記事では数々の賞をものにしてきたが、コンビを解消されて大手雑誌社へと移って以来、彼に不信感を募らせており、事件当日現場に来ていたレンを犯人ではないかと疑う。争いごとを好まない落ち着いた性格だが、正義感が強く、許せないと感じた相手に食って掛かる血気盛んな一面も持つ。レンの代わりに士とともにタイムベントで過去へと遡り、事件の真実やレンの真意を知り、彼と和解する。そして、過去を修正し、事件を未然に防いだ。
『仮面ライダー×仮面ライダー W&ディケイド MOVIE大戦2010』
『ディケイド 完結編』で再登場した際に持っていた雑誌には「現実の世界でも戦い続ける龍騎」と書かれていた。

剣立 カズマ（） / 仮面ライダーブレイド
スペードのAランクである「BOARD」の社員。叩き上げのキャリアによって現在の地位まで登り詰めたため、その分プライドも高い。アンデッドの封印よりも人の命を守ることを優先したために戦闘中の規則違反として社員食堂の見習いに降格。士の下に配属され、社員食堂で働くがさらなる失態を重ねた挙句、ブレイバックルをカリスに奪われて解雇される。だが士とユウスケの「0からやり直せ」という言葉を聞き、社員食堂のアルバイトとして働き、仲間の信頼を取り戻す。
「ライダー大戦の世界」では、アンデッドと共に「キバの世界」の者たちと対峙した状態で再登場。その時は四条に代わり、「BOARD」の社長になっていた。スーパーアポロガイストによって世界の融合が進められ、「ブレイドの世界」と共に消滅した。
『仮面ライダー×仮面ライダー W&ディケイド MOVIE大戦2010』
『ディケイド 完結編』で復活を果たす。

尾上 タクミ（） / 仮面ライダーファイズ
SMART BRAIN HIGH SCHOOLの写真部に所属する生徒。ファイズギアを偶然学校の地下で手に入れ、密かに好意を持つ由里の夢を守るため、正体を隠してファイズに変身し、人間を襲うオルフェノクから学園を守っている。
自身もオルフェノクだが、オルフェノクを嫌う由里にはそれを隠していた。その後正体がバレてしまうが、それでも自らを受け入れた由里の夢を守り続けることを決意した。
ウルフオルフェノク
オオカミの特性を持つオルフェノク。ファイズギアが奪われた時に、タイガーオルフェノクから由里を守るべく正体を現す。
『仮面ライダー×仮面ライダー W&ディケイド MOVIE大戦2010』
『ディケイド 完結編』において、9つの世界のライダーたちが再登場した際には、変身前としての姿は登場していないが、スーパーショッカーとの戦いにはファイズに変身して駆けつけた。

芦河 ショウイチ（） / 仮面ライダーG3（回想）→仮面ライダーエクシードギルス→仮面ライダーアギト
G3システムの初代装着員候補。かつては八代淘子と共にG3システムの開発に携わっていたが、ある日突然両腕から触手が伸び、望みもしない人間の不完全な進化形態であるエクシードギルスへの変身能力を体得してしまう。その結果アンノウンに狙われ、他者（特に八代）を巻き込まないために失踪し、人との接触を拒み、廃墟のような家で社会と隔絶した生活を送っている。
人間の姿でも超能力を使用し、接触する士たちを拒絶する。だが八代の真意を知った士とユウスケの説得で、人間の完全な進化形態であるアギトに覚醒した。その後は八代と再会し、「アギトの世界」を守る決意をする。
『仮面ライダー×仮面ライダー W&ディケイド MOVIE大戦2010』
『ディケイド 完結編』で再登場した際は、警察庁の制服を着用し、顔立ちや髪型も大幅に変わっていた。

モモタロス / 仮面ライダー電王 ソードフォーム
詳細は仮面ライダー電王の登場キャラクターを参照。
ソウジ / 仮面ライダーカブト
マユの兄。弟切（擬態ソウジ）との戦いの後に「クロックアップシステム」が暴走し、変身が解除出来ずに現実世界に存在できない状態に陥っている。高速の世界で、孤独にワームからマユを守り続けている。ZECTの「クロックダウンシステム」によって一時的にカブトの変身が解除されたため、マユと再会し、真実を話す。
フィロキセラワームを倒した後は再び永遠にクロックアップの世界を彷徨うことになってしまうが、「いつでも帰れる場所がある」と信じてマユに笑顔を送った。
『仮面ライダー×仮面ライダー W&ディケイド MOVIE大戦2010』
『ディケイド 完結編』では、変身前としての姿で再登場。

ヒビキ / 仮面ライダー響鬼
音撃道響鬼流の師範。音撃道の他の流派が争っているのをよそに、のんびり遊び暮らしている。鬼の引退を宣言し弟子のアスムを破門にするなど、アスムの前ではやる気がないように振る舞っていたが、実は自身の鬼の力を制御できなくなっており、戦いを避け鬼を押さえ込むための行動だった。しかし結局力の暴走によって心が鬼に支配されて伝説の魔化魍である牛鬼に変貌してしまい、アスムに自分の意思を受け継がせ、自ら響鬼に変身したアスムの音撃打・猛火怒涛の型によって最期を迎えた。

牛鬼
本作品より登場する人間が主食で日本の各地方で人里に災厄をもたらす「おそろしきもの」として、数々の伝承を残している伝説の魔化魍。鬼の顔に牛のような角を持ち、極めて残忍な性格で、圧倒的なパワーで突進する攻撃を得意とする。また、口からは毒を吐く。数少ない人語を話す魔化魍の一種。
- クリーチャーっぽくした響鬼となっている。

アスム / アスム変身態 / 仮面ライダー響鬼
ヒビキの弟子であり、"鬼"に憧れる少年。ヒビキたちからは「少年」、大樹からは「少年君」と呼ばれている。初登場時は銀色の鬼（アスム変身態）に変身していた。ヒビキに破門され大樹を師とするよう言い渡され、苦悩する。後にヒビキが牛鬼になってしまったことを知り戸惑うが、大樹の説得でヒビキの魂を受け継ぎ、大樹がヒビキから預かっていた音角で新たな仮面ライダー響鬼となる。その後も自分の一歩を歩むきっかけを作った大樹のことを「師匠」と呼ぶ。
「ライダー大戦の世界」で再登場するも、事態を把握出来ないまま戦いに巻き込まれてしまう。スーパーアポロガイストを倒した直後、「響鬼の世界」と共に消滅した。
『仮面ライダー×仮面ライダー W&ディケイド MOVIE大戦2010』
『ディケイド 完結編』で復活し、ワタルと共にスーパーショッカーに戦いを挑むディケイドたちの元に早く駆け付けた。

### 新たな世界の仮面ライダー
紅 音也（） / 仮面ライダーダークキバ
詳細は仮面ライダーキバの登場キャラクターを参照。

海東 純一（） / 仮面ライダーグレイブ
海東の兄で、エリア管理委員会の次官。かつてはローチの支配を覆すべくグレイブとなって戦っていたが、捕まって洗脳されフォーティーンの側近となっていた。表向きは愛想がよい人物を装いつつ、その実冷酷な面を持ち合わせている。
後にフォーティーンには自らの意志で従っていたことを明かし、最後は第2のフォーティーンとなるべく、弟と袂を分かつ形となった。

チノマナコ / チノマナコ・ディエンド変身態
「シンケンジャーの世界」に誕生した仮面ライダー。
詳細は仮面ライダーディエンドを参照。

南 光太郎（） / 仮面ライダーBLACK / 仮面ライダーBLACK RX
詳細は仮面ライダーBLACK (キャラクター)#平成仮面ライダーシリーズを参照。

アマゾン（山本ダイスケ） / 仮面ライダーアマゾン
アメリカ、アフリカ、ヨーロッパと安住の地を求めて旅を続け、日本にやってきた際にゲドンとの戦いに巻き込まれてアマゾンになる力を得る。大ショッカーの支配する世界に唯一人反逆を続ける。
トカゲのように用心深いが、裏切られてもあくまでも純真な子供をすぐに信じる純粋な心を持ち、大ショッカースクールから逃げ出したマサヒコを友達だと信じていたが、大ショッカーの命令で動いていたことで裏切られる。しかし、それでも信じ続けたことでマサヒコとは本当の友達になることができた。

## 仮面ライダー
各並行世界に存在する戦士の名称。ここでは、本作品オリジナルの仮面ライダー・FFR（「ファイナルフォームライド」あるいは「ファイナルフォームライダー」）形態が登場した仮面ライダーのFFRのみ記載する。

### 異世界を渡る仮面ライダー
本作品のキーアイテムであるライダーカードを使用して戦い、世界法則に縛られず戦闘が可能で、マスク・アーマーに備わったライドプレートの効果によって並行世界を巡ることが可能な次元戦士である。
変身者である士・大樹はこれらの特性において、自らを「通りすがりの仮面ライダー」と称する。
『オールライダー対大ショッカー』にて、これらのライダーシステムが大ショッカーによって開発されたことが明らかになっており、ディケイドはライダー討伐のために開発された大首領専用の装備であると説明されている。ディエンドの方は何のために作られたか言及されていないが、強大な力を持つディケイドを牽制するために開発されたのではないかと推測されている。
- 門矢士が変身する仮面ライダーディケイドについては、仮面ライダーディケイド (キャラクター)を参照。
- 海東大樹が変身する仮面ライダーディエンドについては、仮面ライダーディエンドを参照。

ライダーカード
仮面ライダーディケイドと仮面ライダーディエンドが使用する。普段はクラインの壺に貯蔵されており、任意で携行するホルダーから引き出す。カードのエネルギーは普段は二次元（平面）に封じられているが、それぞれの変身アイテムとして使用する次元転換解放機ディケイドライバーとディエンドライバーに装填することで、エネルギーを三次元（立体）に解放することが可能。
ディケイドは物語序盤で力を失ったため一部のカードしか使用できなかったが、各世界を巡って他のライダーと心を通わせることで該当するライダーに関連したカードを使用可能になった。存在はするものの、劇中では未使用のカードもある。
カードのデザインはデータカードダスゲーム『仮面ライダーバトル ガンバライド』で使用するガンバライドカード （ヒーローカード（赤色）・スペシャルカード（黄色））を模した物となっている。ただしガンバライドカードが日本語で表記されているのに対し、ライダーカードは英語・ローマ字表記となっている、ガンバライドカードで表記ライダーの属性（技・速・力）が記されている部分が各ライダーの紋章になっているなど、相違点も多い。
劇中では単に「カード」と呼ばれることが多い。玩具では「仮面ライダーカード」「ガンバライドカード」（仮面ライダーバトル ガンバライド参照）と呼称される。
- 劇中で使用されている小道具は『ガンバライド』の大きさの1.5倍である。

カードの種類
KAMENRIDE（カメンライド、以下KRと表記）
該当する仮面ライダーの頭部が描かれたカード。
ディケイドの場合は描かれたライダーの基本形態へ変身（KR）する。ディケイド以外へのKRの際には、他ライダーが変身する時に類似または同一の効果音やエフェクトが現れるが、ディケイドライバーとライドブッカーは変異せず残る。他ライダーへのKR時の名前は公式サイト上で「仮面ライダーディケイド・（ライダー名）」で統一されている（以下「ディケイド（ライダー名）」と表記）。
ディエンドの場合はディエンドのカードによる自身への変身以外は描かれたライダーを実体化する。
使用時はドライバーからカード名・ライダーの紋章が赤で投影される。
音声形式は「カメンライド・（ライダー名）」（例：「KAMENRIDE・DECADE」）。
カード背景の色は平成主役ライダー・昭和主役ライダー・スカルが黒で、他は基本的に白か薄い赤。
FINAL KAMENRIDE（ファイナルカメンライド、以下FKRと表記）
該当するライダーの最強フォームの頭部が描かれたカード。
ディケイド コンプリートフォームや最強コンプリートフォームの額に1枚、さらにその状態でそれぞれのライダーを実体化した際にヒストリーオーナメント（胸部）に9枚装着される物が確認可能。劇中でこの種類のカードをドライバーに介して使用した描写はなく、むしろ装飾に近い扱いではあるが、各ライダーを召喚するためのカードとする資料もある。『完結編』ではディケイドが最強コンプリートフォームに変身した時にヒストリーオーナメントに装着されるほか、平成9人ライダーを基本形態から最強フォームへ直接変身させる巨大なカードとしても登場した。
音声形式は「（ライダー名）・カメンライド・（フォーム名）」（例：「RYUKI・KAMENRIDE・SURVIVE」）。コンプリートフォームへの強化変身の音声は「FINAL KAMENRIDE・DECADE」。
カード背景の色はディケイド コンプリートフォーム・クウガ ライジングアルティメット・電王 超クライマックスフォームが黒で、他は青。
ディエンド コンプリートフォームの額にも1枚装着される。
FORMRIDE（フォームライド、以下FRと表記）
該当するフォーム（ライダー）の上半身のポーズが描かれたカード。ディケイドのみが所有する。
他のライダーにKRした状態から、さらに別のフォームにフォームチェンジする。基本的に各フォームへのFRは発動時に専用武器も装備されるが、ライダー固有の能力によって武器を得ることもある。KRと同様にフォームチェンジ時の効果音とエフェクトが現れる。変身前や他のライダーの形態から、直接該当するフォーム（ライダー）に変身することも可能。
使用時はドライバーからカード名・ライダーの紋章が赤で投影される。
音声形式は「フォームライド・（ライダー名）・（フォーム名）」（例：「FORMRIDE・KUUGA・TITAN」）。
カード背景の色はそのライダーの基本カラー（例：クウガ タイタンフォームなら紫）。
FINAL FORMRIDE（ファイナルフォームライド、以下FFRと表記）
図柄が斜めに分割され、基本的には左上に該当するライダー・右下にFFR形態が描かれたカード。
他の仮面ライダーを基本形態からFFR形態に変形させる。使用時にはディケイドは「ちょっとくすぐったいぞ!」、ディエンドは「痛みは一瞬だ!」と言うのが常となっている。変形したライダーは自身の意思で任意に変形解除・再変形が可能。
使用時はドライバーからカード名・ライダーの紋章が黄色で投影される。
音声形式は「ファイナルフォームライド・（スクラッチ調のライダー名）」（例：「FINAL FORMRIDE・ku、ku、ku、KUUGA!」）。
各FFRの詳細は#9つの世界の仮面ライダーのFFRを参照。
ATTACKRIDE（アタックライド、以下ARと表記）
該当するライダーの武器・技・能力のいずれかが描かれたカード。
武器の召喚や技・特殊能力を発動する。無論各ライダーのARはそのライダーにKRしなければ使用不可能。武器を召喚した場合、武器を使用する技も使用可能になる。電王関連のように、攻撃効果を持たなくても他の種類にカテゴライズされない（フォームチェンジを伴うが「決め台詞を言う」など）カードもこれに分類される。
使用時はドライバーからカード名・ライダーの紋章が赤で投影される。
音声形式は「アタックライド・（カード名）」（例：「ATTACKRIDE・BLAST」）。
カード背景の色はディケイドが緑、ディエンドが白、他は黒。烈火大斬刀は黒にディケイド コンプリートフォームの上半身。
FINAL ATTACKRIDE（ファイナルアタックライド、以下FARと表記）
該当するライダーの紋章が金色で描かれたカード。
必殺技を発動する。
使用時はドライバーからカード名・ライダーの紋章が黄色で投影される。
音声形式はFFRと同様（例：「FINAL ATTACKRIDE・de、de、de、DECADE!」）。
同じカードでも、条件によって複数の効果が存在するため、後述の表では以下の表記を行う。
FFR：FFR形態に変形可能な仮面ライダーとの連携必殺技。
KR：他のライダーにKRしたディケイド単体での必殺技。
FKR：ディケイド コンプリートフォームが平成9大ライダーを最強フォームの状態で実体化し、同時に発動する必殺技。
上記FFRの必殺技については#9つの世界の仮面ライダーのFFRを参照。
FINAL KAMEN ATTACK FORM RIDE（ファイナルカメンアタックフォームライド、以下FKAFRと表記）
『オールライダー対大ショッカー』で使用した、1号からディケイドまでのオールライダーの紋章が金色で円状に描かれたカード。
オールライダーをホログラム映像状のカード型エネルギーにFFRさせる。ディケイド コンプリートフォーム ジャンボフォーメーションがジャンボディメンションキックを発動する際に使用した。
KAIJINRIDE（カイジンライド）
外道衆であるチノマナコ・ディエンド変身態が使用。怪人版のKRというべきカードで、描かれた怪人を実体化する。劇中ではイーグルアンデッドとムースファンガイアを召喚した。アンデッドのカードの紋章はウロボロスのバックル。ファンガイアのカードの紋章はステンドグラスの結晶。カード背景の色は赤。
『HERO SAGA オーズの世界』では、ライダーロボ・ディエンド変身態が使用した。
これらの他に、ケータッチのパネル画面の役割を果たす専用カードコンプリートカードが存在する。
カードの一覧
ディケイドとディエンドが使用するカードについては、それぞれ仮面ライダーディケイド (キャラクター)と仮面ライダーディエンドを参照。
| カード名 | カード名  | 関連作品 | 効果                  | 効果                  | 備考 |
| カード名 | カード名  | 関連作品 | 変身[注釈 28]         | 召喚[注釈 29]         | 備考 |
| -------- | --------- | -------- | --------------------- | --------------------- | ---- |
| GACKT    | （GACKT） |          | 個別効果不明[注釈 30] | 個別効果不明[注釈 30] |      |

### 各世界の仮面ライダー
- チノマナコの変身するチノマナコ・ディエンド変身態については、仮面ライダーディエンドを参照。

#### 仮面ライダーアビス
「龍騎の世界」で、ATASHI JOURNAL副編集長の鎌田が変身。龍騎などと同様にアドベントカードを使って戦う。基本カラーとカードデッキの色は水色。
変身者である鎌田がアンデッドの化身ということから、ディケイドや龍騎、ナイトを追い込むほどの戦闘力を持つ。
- デザインを担当した篠原は、ラフスケッチの段階で『仮面ライダーV3』に登場するデストロン怪人・ピッケルシャークのイメージが頭に浮かんでいたと語っている[23]。鋭利な刃物で刻まれた跡やサメの鰓裂のような凹面の顔のスリットを入れて、角度によって見えるスリットを変化させることで表情を出している[24][12]。ベーススーツは強引に最近のウェットスーツのような色分けを入れ込んでいる[12]。

契約モンスター
2体と契約している。いずれも原典の『龍騎』の第26・27話からの登場。

アビスラッシャー
サメ型モンスター。二振りのサメ歯状の大刀を武器とし、口から大量の水を高速噴射する。
- サメの歯の要素を両腕と2本の刀に集めており、サメのエラをイメージしたスリットを本体に多用している。

アビスハンマー
シュモクザメ型モンスター。水中や地中を時速125キロメートルで高速移動する。胸部から突出した二門砲を連射する。アビスラッシャーが召喚されると連動的に現れる。
- スーツはワイルドボーダーの改造。流線型の身体を魚っぽく見せるため、より特徴的な形状になるようにシュモクザメとなった。突き出た胸はアクションには不向きで改造時に削る予定だったが、それをシルエット的に生かすため、グリップをヒレに見立てて付けて大砲のようにしている。

アビソドン
本作品オリジナルのノコギリザメ型合体ミラーモンスター。ストライクベントやファイナルベントにより、アビスラッシャーとアビスハンマーの2体が融合合体し誕生するサメ型モンスター。
通常形態のホオジロモードと目を横に伸ばし、エネルギー弾を発射することが可能な遠距離射撃戦用のシュモクモード、アーミーナイフ状のノコギリが出現し、敵を斬り裂く接近戦用のノコギリモードの三つの形態がある。
空中、水中、地中と死角がなく全てのモードを同時に使う最強形態であるホオジロシュモクノコギリモードも存在する。

召喚機
アビスバイザー
左手に装備されたコバンザメ型グローブタイプ召喚機。アビスラッシャーの頭部を模しており、口の部分からアドベントカードを装填し、効力を引き出す。打撃用武器としての使用や先端から水状のオーラで生成された刃を連射することも可能。

所持カード・武器・技
ADVENT（アドベント）
アビスハンマー、アビスラッシャーの召喚。カードのイラストはアビスラッシャー。5,000 AP。
SWORD VENT（ソードベント）
アビスセイバー
アビスラッシャーが持つサメ歯状の太刀。本来は二刀一対だが劇中では一振りのみ使用。3,000 AP。
STRIKE VENT（ストライクベント）
アビスクロー
アビスラッシャーの頭状の手甲で、右手に装備する。サメの歯で敵を噛み砕く。3,000 AP。
アビススマッシュ
アビスクローから鮫の姿に擬縮された高圧水流を発射する。放出した水面からアビソドンの召喚も可能。
FINAL VENT（ファイナルベント）
アビスダイブ
2体のモンスターをアビソドンに合体させ、巨大なノコギリを展開させたアビソドンが体当たりを仕掛ける。7,000 AP。
その他の出演作品
Webドラマ『仮面ライダージオウ スピンオフ PART2『RIDER TIME 龍騎』』
『仮面ライダー龍騎』最終回でのライダーバトル終結から約16年後のミラーワールドに、かつて神崎士郎が計画したライダーバトルに参加していた仮面ライダーの一人として登場。サラリーマン風の男性が変身し、ミラーモンスターを倒した直後の仮面ライダーナイトと戦った。

#### 仮面ライダー天鬼
風の属性の管の音撃戦士。読みは「アマキ」。「響鬼の世界」で音撃道威吹鬼流のアキラが変身。
師はイブキで、変身後の姿も胸部の装飾が若干異なるのみで、威吹鬼に見分けがつかないほど酷似している。
後に世界の融合により、「ライダー大戦の世界」にも登場。仮面ライダーサガによって轟鬼と共に倒されてしまうが、『ディケイド 完結編』で「響鬼の世界」においてアスムたちと共に復活を果たす。
装備
威吹鬼から引き継いだ物であり、能力も同様。
変身鬼笛 音笛（）
天鬼への変身に用いる笛。
音撃管 烈風（）
威吹鬼が使っていた物と同じトランペット型の音撃武器。当初はトロンボーン型の音撃管を用いていたが、威吹鬼のものを受け継いだ。後に威吹鬼も、トロンボーン型の音撃管を用いる。
音撃鳴 鳴風（）
烈風を音撃を放つ形態に変形させる器具。
音撃
音撃射 疾風一閃（）
天鬼の必殺音撃。威吹鬼と同様の技。

### 9つの世界の仮面ライダーのFFR
ディケイドやディエンドが所持するファイナルフォームライドのライダーカードによって、各ライダーがそれぞれの関係する装備やメカに変形した形態である。
いずれも使用時にディケイドが「ちょっとくすぐったいぞ!」、ディエンドが「痛みは一瞬だ!」と忠告した際、各ライダーは変形した際に関節の痛みが来る模様。一度変形したライダーは自身の意思で任意に変形解除と再変形が可能。
テレビシリーズではクウガからキバまでの9人が変形していたが、映画作品やジオラマ小説では、ディケイドやストロンガー、Wやオーズなどといった、他のライダーたちも変形している。
クウガゴウラムについては、仮面ライダークウガ (キャラクター)#クウガゴウラムを参照。

#### アギトトルネイダー
ファイナルフォームライド・アギトのライダーカードによって変形した仮面ライダーアギトのFFR形態であるスピードボード。
形状は専用マシンのマシントルネイダー・スライダーモードを模している。ライダー2人を乗せることができ、劇中ではディケイドとG3-Xを乗せている。
- 当初はアギトのマーク型の弓・アギトアローが考えられていたが、キバの方が放映順が先になったため、アギトトルネイダーに変更となった[33]。
- 実物大のプロップとCGモデルが製作された[33]。

連携技
ディケイドトルネード
ファイナルアタックライド・アギトのライダーカードを使用して発動する。背中に乗ったディケイドが正面に浮かんだアギトの紋章を潜り抜け、ライドブッカー・ソードモードで敵をすれ違いざまに切り裂く。

#### リュウキドラグレッダー
ファイナルフォームライド・龍騎のライダーカードによって変形した仮面ライダー龍騎のFFR形態である真っ赤な龍。
形状は契約モンスターのドラグレッダーを模している。変形前後には右手と両肩にそれぞれドラグセイバーとドラグシールドが装備される。口から吐く高熱火球とソード状の尻尾の先端のドラグセイバーを武器とする。
連携技
ディケイドドラグーン
ファイナルアタックライド・龍騎のライダーカードを使用して発動する。ディケイドが龍騎のドラゴンライダーキックの要領で、リュウキドラグレッダーの炎を受けながら跳び蹴りを叩き込む。

#### ファイズブラスター
ファナイナルフォームライド・ファイズのライダーカードによって変形した仮面ライダーファイズのFFR形態である大型光線銃。
形状はブラスターフォームの専用武器であるファイズブラスター・フォトンバスターモードを模している。銃口から高出力のエネルギー弾を放つ。
連携技
ディケイドフォトン
ファイナルアタックライド・ファイズのライダーカードを使用して発動する。ファイズポインターと同様のポインティングマーカー光をレーザーサイトから放って敵をポイントし、銃口から巨大な赤いフォトンブラッドのエネルギー弾を発射する。

#### ブレイドブレード
ファイナルフォームライド・ブレイドのライダーカードによって変形した仮面ライダーブレイドのFFR形態である大型剣。
形状は専用武器の醒剣ブレイラウザーを模した巨大な剣。敵を斬り付ける時には青白いエネルギー波を放つ。劇中で最も多く使用されており、ディケイドとディエンドの他には、シンケンレッドも使用している。
- 背中のカードトレイが広がることから、ジャックフォームに半端に変形するギミックを入れている[36]。

連携技
ファイナルアタックライド・ブレイドのライダーカードを使用して発動する。
ディケイドエッジ
ディケイド使用時に、巨大な光の刃で敵を一振りで斬り倒す。
ディエンドエッジ
ディエンド使用時に、周囲の敵を切り払う。

#### ヒビキアカネタカ / ヒビキオンゲキコ
ファイナルフォームライド・響鬼のライダーカードによって変形した仮面ライダー響鬼のFFR形態で、巨大ディスクアニマルと音撃武器の2つの形態を持つ。
最初に変形するヒビキアカネタカは、ディスクアニマルのアカネタカを模している。炎を纏って突撃する攻撃を得意とする。
- アカネタカに変形する案と音撃鼓に変形する案の2つが出て、いずれも譲らなかったため、最終的に両方ともやることとなった[39]。

連携技
ディケイドウェイブ
ファイナルアタックライド・響鬼のライダーカードを使用して発動する。響鬼が音撃鼓・火炎鼓を模したヒビキオンゲキコとなって敵の体に張り付き、ディケイドが専用の音撃棒でヒビキオンゲキコを打ち鳴らして清めの音を注ぎ込む。ディケイド同様に専用の音撃棒が出現したディエンドや他の鬼の清めの音と連携することも可能。

#### ゼクターカブト
ファイナルフォームライド・カブトのライダーカードによって変形した仮面ライダーカブトのFFR形態である巨大カブトムシ型メカ。
形状は変身アイテムのカブトゼクターを模している。飛行能力のほか、高速回転しながらゼクターホーンで地中を掘り進むことが可能。変身後もカブトの意思は残っており、ファイナルアタックライドの際には自らの意思で元の姿に戻ることが可能。
連携技
ディケイドメテオ
ファイナルアタックライド・カブトのライダーカードを使用して発動する。敵を跳ね飛ばした後で変形を解除して地上でカブトの姿に戻り、クロックアップさせたディケイドの跳び蹴りとカブトのライダーキックで挟み潰す。

#### モモタロス
ファイナルフォームライド・電王のライダーカードによって、モモタロスとしての実体を取り戻した仮面ライダー電王のFFR形態。
他のFFRと異なり、ソードフォームに憑依している実体を無くしたモモタロスを元に戻す。この際、変身者の憑依は強制的に解除される。武器はモモタロスォードと、電王の変身時にアリゲーターイマジンから奪い返したデンガッシャー・ソードモード。人型の特性を活かして、他のFFRを使用することも可能。
FFRのライダーカードが使用可能となる前は、デンライナーと思しきシルエットがカードに表示されており、海東も電王がデンライナーに変形するデンオウデンライナーと考えていたが、士がモモタロスの存在を肯定した際、デンライナーのシルエット部分がモモタロスへと変化した。
連携技
ディケイドライナー
ファイナルアタックライド・電王のライダーカードを使用して発動する。モモタロスがソードフォームの必殺技であるエクストリームスラッシュの要領でデンガッシャー・ソードモードのオーラソードをクウガゴウラムに突き刺して振り回して敵に目掛けて叩き付ける。
ディケイドとの連携が行っていないため、クウガゴウラムがない場合はどのような技になったのかは不明。モモタロス曰く「必殺、俺の必殺技、ディケイドバージョン」。

#### キバアロー
ファイナルフォームライド・キバのライダーカードによって変形した仮面ライダーキバのFFR形態。
形状はパートナーのキバットバットIII世を模した巨大な弓矢で、矢の先端はキバの右脚を模している。
- バイオリンを弾く道具が弓であることから、弓矢に変形することとなった[43]。

連携技
ディケイドファング / ディエンドファング
ファイナルアタックライド・キバのライダーカードを使用して発動する。グリップを引くことでウエイクアップして銀の拘束具が弾け飛び先端のヘルズゲートを解放し、一気に放出した魔皇力で形成された紅い光の矢を放つ。モデルとなったキバット自身も融合しており、発動する際は彼の決め台詞である「キバって行くぜ!!」を叫んでいる。
俺たちの必殺技、ファイナルアタックバージョン
『オールライダー対大ショッカー』において、デンオウモモタロスのキバアロー、ディケイドのファイズブラスター、ディエンドのブレイドブレードの同時攻撃として放った合体攻撃。イカデビルを含む大ショッカーの怪人たちを撃退した。

## A.R.WORLD
作中で士らが旅をする並行世界（Another Rider WORLDの略）。
写真館の背景ロールには士たちが現在いる世界を表す絵が描かれており、士が役割を終えて次の世界へ移動する際に新たな絵が下りてくる。写真館の内部構造は共通だが、外観は各世界で異なる。士には各世界で目的を果たすために必要な役割（職業と立場）が与えられ、服装や髪型もその役割に適した物へと変化する。
以下に士たちが廻った世界を記載する。なお、写真館の背景ロールや士の職業は、公式ガイドムック『RIDE THE DECADE』（講談社）に準拠。
| 世界                       | 写真館の背景ロール                                    | 士の役割                             | 概説 | 敵                                      |
| -------------------------- | ----------------------------------------------------- | ------------------------------------ | --- | --------------------------------------- |
| 夏海の世界（崩壊する世界） | -                                                     | -                                    | 物語開始時点で主要人物（士、栄次郎、夏海）が生活していた世界。 怪人たちの進撃とともに「世界の崩壊」を開始。 現在は紅渡とその仲間たちが時間を止めて崩壊を阻止している。                                                                           |                                         |
| クウガの世界               | 灯溶山に出動するパトカーの列とその付近の風景          | 警察官 （巡査）                      | グロンギ（未確認生命体）と人間の警官たちが抗争している世界。 原典と未確認生命体のナンバリングが異なる。 グロンギは私欲のための単身のゲゲルではなく、自分たちの王であるガミオを復活させるべく「ゲギバスゲゲル（聖なるゲーム）」を複数で実行する。 | オオカミ種怪人 ン・ガミオ・ゼダ         |
| キバの世界                 | キャッスルドラン                                      | バイオリニスト                       | 人間とファンガイアが共存している世界。 王家によって両種族に掟を定めて体制を整えているが、10年以上前に先代王が不在となったことで王の座に空位が続いて治安が不安定となり、悪いファンガイアを退治するための親衛隊が組織され、管理されている。        | ビートルファンガイア（先代キング）      |
| 龍騎の世界                 | ドラグレッダー                                        | 弁護士                               | 最も合理的で公正かつ公平な手段としてミラーワールドのライダーの戦いが裁判制度として導入されている世界。 争った参戦者の中で、最終的に勝ち残った者が裁判の判決を下す権利を得る。                                                                    | 仮面ライダーアビス&アビソドン           |
| ブレイドの世界             | ラウズカード                                          | 社員食堂のチーフ                     | 大企業「BOARD」のライダーがアンデッドと戦っている世界。 社員には成績により待遇が変動するランク制度があり、ライダーに変身する資格を持つのはAランクに属する者のみ。 反面、定められた命令に背くと社長の一存で降格され、変身する権利も奪われる。     | パラドキサアンデッド&ジョーカー         |
| ファイズの世界             | オートバジン・バトルモードと『555』の象徴たる青い蝶々 | スマートブレイン・ハイスクールの生徒 | オルフェノクが人間社会に浸透している世界。またオルフェノクから人々を護るために人知れず戦うファイズの存在が都市伝説として語られている。 主に学園が物語の舞台となる。                                                                              | タイガーオルフェノク&ラッキークローバー |
| アギトの世界               | イコン                                                | 郵便配達員                           | クウガの世界同様に人間とグロンギの争いが勃発し、さらにアンノウンの脅威が兆候を見せ始めている世界。 そのため他の世界と比較すると人々のアンノウンに対する認識度は著しく低く、まだ悪事（不可能犯罪）を犯していない。                                | バッファローロード タウルス・バリスタ   |
| 電王の世界                 | デンライナー                                          | 時の旅人                             | 原典の世界観と同一。 すでに世界の崩壊が進んでいる世界。その影響で、イマジンとは別にオニ一族一派が暗躍している。 | アリゲーターイマジン                    |
| カブトの世界               | 東京タワーと天指す男の手                              | ゼクトルーパー                       | ZECTとワームが戦っている世界。 クロックアップシステムが暴走したカブトの存在が、人類の敵として恐れられている。 | フィロキセラワーム                      |
| 響鬼の世界                 | 森林に置かれた音撃の特訓用の太鼓                      | 音撃道の大師匠                       | 鬼と魔化魍が戦っている世界。 音撃道の鬼たちは3つの流派に分かれて派閥争いをしており、「猛士」のような支援組織は存在せず、魔化魍側も「童子と姫」のような育成者が存在しない。                                                                       | 牛鬼&バケガニ変異体                     |

| 世界                 | 写真館の絵                         | 士の役割               | 概説 | 敵                                    |
| -------------------- | ---------------------------------- | ---------------------- | --- | ------------------------------------- |
| ネガの世界           | 崩壊する夏海の世界の模様           | なし                   | 夏海がいた世界の「影の世界」。 かつては人間が平穏に生活していたが、ダークライダー率いる怪人たちに蹂躙されている。 現在の人間たちは、レイドラグーンが化けた偽者。                                                              | 仮面ライダーダークキバ&ダークライダー |
| ディエンドの世界     | ディエンドが指名手配されている街   | 山田商店のサラリーマン | 大樹の故郷。 人々が「エリア管理委員会」によって他者に親切にするように強要、もしくは洗脳されている平和な田舎町の世界。 また仮面ライダーに対しては、攻撃的に排除するよう仕向けられている。                                      | ボスローチ&14                         |
| シンケンジャーの世界 | 折神のモチーフとなった動物の水墨画 | 志葉家の黒子           | 侍戦隊シンケンジャーが外道衆と戦っている世界。 本来ならば「ライダーを必要とされない世界」だが、チノマナコが大樹から奪ったディエンドライバーで「この世界の最初の仮面ライダー」に変異したことで、世界の秩序が乱れ始めていった。 | チノマナコ・ディエンド変身態          |
| BLACK RXの世界       | 怪魔空港と迫りくるクライス要塞     | 霞のジョー             | 南光太郎（RX）とクライシス帝国が戦っている世界。 士たちが初めて大ショッカーと対峙する。 | 怪魔ロボット・シュバリアン            |
| Xライダーの世界      | -                                  | -                      | アポロガイストの出身地。 大樹がアポロガイストの経緯を解説する回想として存在が発覚。 現在はアポロガイストが所属していたGOD機関そのものが大ショッカーの傘下に降っている。                                                       |                                       |
| BLACKの世界          | -                                  | -                      | アポロガイストが士を隔離させるためにおびき寄せた世界。 もう一人の南光太郎（BLACK）がゴルゴムと戦っている。 | アポロガイスト&シュバリアン&サイ怪人  |
| アマゾンの世界       | 密林に潜む孤独なアマゾン           | 草野球の選手           | 大ショッカーと結託したゲドンが、ある程度人類の支配を進めている世界。 住民は大ショッカーの制度を常識として認識して組織を信奉し、少年期の段階から組織の一員として洗脳教育を施されている。                                       | 十面鬼ユム・キミル                    |
| ライダー大戦の世界   | 夏海の夢の「ライダー大戦」         | 燕尾服の青年           | これまで訪れた世界が融合した世界。 テレビシリーズではキバ、ブレイド、響鬼の世界が融合。 その後融合が続き、物語は劇場版『W&ディケイド』へと続く。                                                                              | スーパーアポロガイスト                |

## 各世界の用語・施設
各世界に存在する機関など。一部は原典に同名の組織が存在する。
オーロラカーテン
別の世界へと繋ぐ灰色の壁。

親衛隊
「キバの世界」の王家に仕え、治安を守る部隊。構成メンバーはキバに力を貸すアームズモンスターとライオンとスワローテイルの5人。また一時的にワタルに賛同していたユウスケも加入していた。
主に掟を破って人間からライフエナジーを奪うファンガイアを処刑する。

ATASHI JOURNAL
「龍騎の世界」に存在する出版社。原典の『龍騎』では「OREジャーナル」という会社に主人公が勤めていた。

BOARD
「ブレイドの世界」に存在する大企業の株式会社。社員にはスペード、クラブ、ダイヤのスーツのチームと、上記のように2からAまでのランクが与えられる縦社会。原典の『剣』にも人類基盤史研究所として登場する。

SMART BRAIN HIGH SCHOOL
「ファイズの世界」に存在する私立高校。スマートブレインは、原典の『555』で敵であるオルフェノクの隠れ蓑の巨大企業の名として登場。
ラッキークローバー
ハイスクールの中でも特にエリートとして君臨する4人の集団。正体はオルフェノク。
原典『555』でも最上級のオルフェノクたちの集まりとして登場し、クロコダイルがタイガーになったこと以外は構成メンバーの正体は同じ。

ZECT
「カブトの世界」に存在するワーム撃滅組織。原典『カブト』にも同様の存在理由で登場している。

クロックダウンシステム
「カブトの世界」において、ZECTがカブト捕獲のために開発したマスクドライダーシステムのクロックアップシステムを無力化するシステム。システムにはドレイクゼクターやサソードゼクターのエネルギーも利用されている。

音撃道
「響鬼の世界」に存在する鬼の武道。現在はヒビキによる「太鼓」の響鬼流、イブキによる「笛」の威吹鬼流、ザンキによる「弦」の斬鬼流の3つの流派に分かれ、とくに威吹鬼流と斬鬼流の師範は犬猿の仲。

ダークライダー
「ネガの世界」に存在する悪の仮面ライダーの名称。その正体は作中で明かされることはなかったが、人間の姿でも超高速で移動するなど異質な能力を持つ。

エリア管理委員会
「ディエンドの世界」に存在するフォーティーンが支配する組織。人々に他人に親切にするよう仕向けているが、それは支配者であるフォーティーンの意思であり、場合によっては脳に微生物がうごめく溶液を注入する洗脳手術を施して操り人形にしてしまう。
戦闘集団ローチ
「ディエンドの世界」に存在する怪人。原典『剣』に登場したダークローチだが、人語を話す。またこれらをまとめる行動隊長のボスローチも存在。

大ショッカースクール
「アマゾンの世界」に存在する未来の幹部候補生の育成を目的とした小学校。大ショッカーの戦闘員が教師を務め、マサヒコやリツコもここにいる。

ライダー大戦
旅に出る前の夏海が何度も見た、すべての仮面ライダーがディケイド1人に挑み、滅んでいくという夢の光景。
- 脚本の會川のイメージした「仮面ライダー水滸伝」を発展させたものとなっている。

## キャスト
原典のオリジナルキャストは横の二重括弧内の作品名を参照。

### レギュラー・準レギュラー
- 門矢士 - 井上正大
- 光夏海 - 森カンナ
- 小野寺ユウスケ[注釈 45] - 村井良大
- 海東大樹 - 戸谷公人（9 - 31）
- 光栄次郎 - 石橋蓮司
- 鳴滝 - 奥田達士（2 - 31）
- アポロガイスト - 川原和久（26 - 31）
- ワタル - 深澤嵐（4,5,30,31）
- アスム - 小清水一揮（18,19,30,31）

### 声の出演
- キバーラ - 沢城みゆき (3 - 13,16 - 19.21 - 31)
- ディケイドライバー、ディエンドライバー音声、ケータッチ音声 - マーク・大喜多
- ナレーション - 鈴木英一郎

### ゲスト
- 紅渡 - 瀬戸康史（1,31）『仮面ライダーキバ』
- 八代藍[注釈 46] - 佐藤寛子（1 - 3）
- 柄の悪い男[52][注釈 47] - フジヤマ（1）
- チンピラ[52][注釈 47] - 越村友一（1）
- 派手な若い女[52][注釈 47] - 飛田有沙（1）
- 上司[52][注釈 47] - 諏訪太朗（2,3）
- 謎の男[53][注釈 47] - 池内万作（4,5）
- 糸矢僚 - 創斗（4）『仮面ライダーキバ』
- バイオリン指導 - 宮津まり子、河辺靖仁（4,5）
- 辰巳シンジ - 水谷百輔（6,7）
- 羽黒レン - 北村栄基（6,7）
- 桃井玲子 - 高橋佐衣（6,7）
- 「仮面ライダー裁判」の参加者[54][注釈 47] - 岡野友信（6）
- 鎌田 - 入江雅人（6 - 9）
- 剣立カズマ - 鈴木拡樹（8,9,30）
- 菱形サクヤ - 成松慶彦（8,9）
- 黒葉ムツキ - 川原一馬（8,9）
- 四条ハジメ[注釈 48] - 累央（8,9）
- アイ - 柊瑠美（8,9）
- マイ - 香山裕香（8,9）
- ミー - 鷲巣あやの（8,9）
- 尾上タクミ - 制野峻右（10,11）
- 友田由里 - 緑友利恵（10,11）
- 百瀬 - 三浦涼介（10,11）
- 朱川 - 花形綾沙（10,11）
- 玄田 - CHIKARA（10,11）
- 城金 - 永岡卓也（10）
- 警備員 - 村岡弘之（10）
- 女生徒 - 岡田里穂（10）
- 芦河ショウイチ - 山中聡（12,13）
- 八代淘子 - 佐藤寛子（12,13）
- 八代の上司[55][注釈 47] - 武野功雄（12,13）
- 古屋隆広[56][注釈 47] - 栗原功平（12）
- ナオミ - 秋山莉奈（14,15）『仮面ライダー電王』
- コハナ - 松元環季（14,15）『仮面ライダー電王』
- オーナー - 石丸謙二郎（14,15）『仮面ライダー電王』
- 野上良太郎 - 溝口琢矢（15）『超・仮面ライダー電王（劇場版1）』
- 野上幸太郎 - 桜田通（15）『仮面ライダー電王（劇場版3）』
- 警官[55] - 竹下浩史（14,15）
- 少年[55] - 永澤優斗（15）
- ソウジ[注釈 47]、弟切ソウ - 川岡大次郎（16,17）
- アラタ - 牧田哲也（16,17）
- マユ - 菅野莉央（16,17）
- おばあちゃん[注釈 47] - 佐々木すみ江（16,17）
- アナウンサー - 前田有紀（テレビ朝日）（16,17）
- ヒビキ - デビット伊東（18,19）
- イブキ - 渋江譲二（18,19）『仮面ライダー響鬼』
- アキラ - 秋山奈々（18,19）『仮面ライダー響鬼』
- ザンキ - 松田賢二（18,19）『仮面ライダー響鬼』
- トドロキ - 川口真五（18,19）『仮面ライダー響鬼』
- 紅音也 - 武田航平（20,21）『仮面ライダーキバ』
- 青柳和良 - 森陽太（20,21）
- 佐藤博彦 - 岩間天嗣（20,21）
- 坂田健児 - 坂本恵介（20,21）
- 田中 - 北山雅康（20,21）
- 千夏 - 井端珠里（20,21）
- 支配人[57][注釈 47] - 大堀こういち（20,21）
- 海東純一 - 黒田勇樹（22,23）『仮面ライダー剣（劇場版）』[注釈 49]
- 禍木慎 - 杉浦太雄（22,23）『仮面ライダー剣（劇場版）』
- 三輪春香 - 三津谷葉子（22,23）『仮面ライダー剣（劇場版）』[注釈 49]
- フォーティーン - 伊藤高史（22,23）
- 志葉丈瑠 - 松坂桃李（24,25）『侍戦隊シンケンジャー』
- 池波流ノ介 - 相葉弘樹（24,25）『侍戦隊シンケンジャー』
- 白石茉子 - 高梨臨（24,25）『侍戦隊シンケンジャー』
- 谷千明 - 鈴木勝吾（24,25）『侍戦隊シンケンジャー』
- 花織ことは - 森田涼花（24,25）『侍戦隊シンケンジャー』
- 梅盛源太 - 相馬圭祐（24,25）『侍戦隊シンケンジャー』
- 日下部彦馬 - 伊吹吾郎（24,25）『侍戦隊シンケンジャー』
- 南光太郎 - 倉田てつを（26,27）『仮面ライダーBLACK RX』『仮面ライダーBLACK』
- アマゾン - エンリケ（28,29）
- 岡村マサヒコ - 武井証（28,29）
- 岡村リツコ - 寺田有希（28,29）
- ユウキ / ソーンファンガイア - 芳賀優里亜（友情出演）（30）
- 剣崎一真 - 椿隆之（30,31）[注釈 50]『仮面ライダー剣』

#### 声のゲスト出演
原典に登場しない怪人を演じた声優は放映リストを参照。
- キックホッパー - 徳山秀典（2,3）『仮面ライダーカブト』
- パンチホッパー - 内山眞人（2,3）『仮面ライダーカブト』
- ニュース - 半場友恵（3）、太田真一郎（3,6）
- ガルル - 千葉一伸（4,5）
- バッシャー - 宮田幸季（4,5）
- ドッガ - 黒田崇矢（4,5）
- ライオンF - 髙階俊嗣（4）
- スワロウテイルF - 坪井智浩（4,5）
- キバット - 杉田智和（4,5,11,31 / 20,21）『仮面ライダーキバ』
- カイザ - 村上幸平（4,5）『仮面ライダー555』
- シザース - 増谷康紀（6）
- 判事 - 小林通孝（6）
- アナウンス - 杉本ゆう（8,9）
- クイーンアントロード - 森夏姫（13）
- モモタロス - 関俊彦（14,15,18）『仮面ライダー電王』
- ウラタロス - 遊佐浩二（14,15）『仮面ライダー電王』
- キンタロス - てらそままさき（14,15）『仮面ライダー電王』
- リュウタロス - 鈴村健一（14,15）『仮面ライダー電王』
- ジーク - 三木眞一郎（15）『仮面ライダー電王』
- 王蛇 - 萩野崇（19）『仮面ライダー龍騎』
- 骨のシタリ - チョー（24）『侍戦隊シンケンジャー』
- その他 - 塩野勝美（1,2,8,12,17,30,31)、大村亨（30,31）、穴井勇輝（30,31）、川西節夫（30,31）、丹野宜政（30,31）、森高賢（30,31）、飯干隆子（30,31）

### スーツアクター
変身者が原典のオリジナルキャストの場合、変身後のスーツアクターも同一の場合が多い（太字は原典と同一）。一方、歴代主役ライダーについては、ディケイド役の高岩成二がほとんどを演じていたため、可能な限り別のスーツアクターが担当しており、集合シーンでは若手スーツアクターも参加している。ただし、モモタロスについては監督の指名により高岩が演じている。
仮面ライダーディエンド役の永徳は、本作品以降2号ライダーを演じることが多い。
- 仮面ライダーディケイド[出典 1]、モモタロス[出典 2]、仮面ライダー電王 ソードフォーム[63][64] - 高岩成二
- 仮面ライダーディエンド[出典 3]、仮面ライダーアビス[66]、仮面ライダーファイズ（電光スーツ）[67]、仮面ライダーG3-X（海東装着時）[67]、仮面ライダー電王 ロッドフォーム[63]、仮面ライダーキバ[68][3]、仮面ライダーブレイド[68]、仮面ライダー斬鬼[69]、戸谷公人（吹き替え）[68] - 永徳
- 仮面ライダークウガ[70]、仮面ライダーシザース[70]、パラドキサアンデッド[70]、シルバラ[70]、フィロキセラワーム[70] - 伊藤教人
- 仮面ライダークウガ（25・26）[71][72] - 富永研司
- 仮面ライダーキックホッパー[73]、仮面ライダーカイザ[74]、仮面ライダー龍騎[3]、仮面ライダーファイズ[67]、仮面ライダーG3[75]、エクシードギルス[75]、仮面ライダーアギト[75]、アポロガイスト[76]、仮面ライダーディケイド（15話代役）[77][注釈 52]、仮面ライダーカブト[79]、仮面ライダーザビー[79]、仮面ライダー轟鬼[80]、仮面ライダーダークキバ[81]、仮面ライダーランス[82] - 渡辺淳
- 仮面ライダーパンチホッパー[73]、仮面ライダーグレイブ[79] - 永瀬尚希
- 仮面ライダーオーディン[83]、仮面ライダーレンゲル[83]、仮面ライダー電王 アックスフォーム[63]、仮面ライダー王蛇[80]、仮面ライダーBLACK[62][84]、仮面ライダーBLACK RX[62][84]、仮面ライダーイクサ[85][84]、仮面ライダーコーカサス[85][84]、キンタロス[85][84]、仮面ライダーリュウガ[85][84]、ゼクトルーパー[85] - 岡元次郎
- 仮面ライダー電王 ガンフォーム[63]、リュウタロス[86] - おぐらとしひろ
- アポロガイスト[87] - 金田進一
- 仮面ライダーカリス[88]、アビスラッシャー[89] - 高田将司
- ン・ガミオ・ゼダ[90][91]、ビートルファンガイア[90][91]、仮面ライダーアビス[90][91]、パラドキサアンデッド[91]、アリゲーターイマジン[91]、牛鬼[90][91] - 横田遼
- 仮面ライダーナイト[92][3]、仮面ライダー轟鬼[93]、仮面ライダーガタック[79]、仮面ライダー響鬼[69]、仮面ライダー威吹鬼[69] - 伊藤慎
- 仮面ライダーギャレン[88]、仮面ライダーG3-X[75]、仮面ライダーギルス[94]、シンケンブルー[95] - 押川善文
- 仮面ライダーラルク[82] - 小野友紀
- 仮面ライダーBLACK RX[96] - 藤井祐伍
- 仮面ライダーディケイド（代役）[97][注釈 52] - 浅井宏輔
- バッシャー[98] - 神尾直子
- シンケンレッド[95] - 福沢博文
- シンケンピンク[99] - 人見早苗
- シンケングリーン[95] - 竹内康博
- シンケンイエロー[99] - 橋口未和

## スタッフ
『電王』終了後に東映東京撮影所次長に就任したためプロデュース業を離れていた白倉伸一郎が、本作品で2年ぶりに現場復帰。メインライターは、『仮面ライダー剣』以来のライダーシリーズ参加で、白倉とは初の仕事となる會川昇が担当していたが、1クール（第13話）終了次点で降板した。會川の降板以降は「ブレイドの世界」や「響鬼の世界」などに関わり、劇場版の脚本を担当した米村正二が実質メインライターの役割を担った。また、「電王の世界」と「シンケンジャーの世界」は両作品でメインライターを務めた小林靖子が、「ネガの世界」と「ディエンドの世界」は『アギト』『555』『キバ』のメインライターである井上敏樹が、「カブトの世界」は仮面ライダーシリーズに初参加となる古怒田健志が担当した。また初代『仮面ライダー』から助監督として携わり、平成仮面ライダーシリーズでは演出陣の中核を担っていた長石多可男は本作品がシリーズ最後の参加作品となった。
また原典でクリーチャーデザインを手掛けたデザイナーの面々が、各「世界」ごとに登場するオリジナル怪人を新規に作成している。音楽面では『仮面ライダー電王』と『仮面ライダーキバ』で主題歌や挿入歌を担当した鳴瀬シュウヘイが主に「士」サイドの音楽を、『仮面ライダー555』で主題歌の編曲を担当した中川幸太郎が「世界」サイドの音楽を作曲している。鳴瀬と中川の両者は本作品以後もシリーズ作品の音楽に多く関わるようになった。『響鬼』以来5作連続でプロデューサーを手掛けたテレビ朝日の梶淳は本作品の第27話を最後に降板し、後任を本井健吾に譲った。また白倉も、その後の東映社内の人事異動で本作品から2018年の『仮面ライダージオウ』までテレビシリーズからは離れていた。
- 原作 - 石ノ森章太郎（石森章太郎プロ）
- 連載 - テレビマガジン、てれびくん、幼稚園、めばえ、たのしい幼稚園、おともだち、コロコロイチバン!
- スーパーバイザー（1 - 17） - 小野寺章（石森プロ）
- プロデュース - 梶淳（1 - 27）・本井健吾（28 - 31）（テレビ朝日）、白倉伸一郎、武部直美、和佐野健一
- 脚本 - 會川昇、米村正二、小林靖子、古怒田健志、井上敏樹
- 監督 - 田﨑竜太、金田治、長石多可男、石田秀範、柴﨑貴行、田村直己（テレビ朝日）
- 音楽 - 鳴瀬シュウヘイ、中川幸太郎
- 撮影 - 松村文雄、倉田幸治、いのくままさお
- 照明 - 斗沢秀、西田文彦
- 録音 - 工藤新一郎、和久井良治、村山正輝、中前哲夫
- 美術 - 大嶋修一
- 美術助手 - 福田裕子
- 助監督 - 柴﨑貴行、伊藤良一、塩川純平、山口恭平、杉原輝昭、上堀内佳寿也、清洲昇吾 他
- 編集 - 須永弘志
- AP - 谷本萌生（1 - 3）、郷田龍一（4 - 23）
- アクション監督 - 宮崎剛（ジャパンアクションエンタープライズ）
- 特撮監督 - 佛田洋
- 共同プロデュース（24 - 25） - 宇都宮孝明、大森敬仁
- キャラクターデザイン - 早瀬マサト（石森プロ）、PLEX
- クリーチャーデザイン
  - ン・ガミオ・ゼダ、牛鬼：青木哲也（PLEX）
  - ビートルファンガイア、仮面ライダーアビス、タイガーオルフェノク、チノマナコ、十面鬼ユム・キミル、ソーンファンガイア：篠原保
  - パラドキサアンデッド、アリゲーターイマジン、フィロキセラワーム：韮沢靖
  - タウルス・バリスタ（バッファロー）：出渕裕
  - 怪魔ロボット・シュバリアン：雨宮慶太
- 視覚効果 - 日本映像クリエイティブ
- CG製作 - 特撮研究所
- 造形 - ブレンドマスター
- 制作担当 - 富田幸弘
- 技術協力 - アップサイド、東映ラボ・テック、KYORITZ
- 制作 - テレビ朝日、東映、ADK

## 音楽
主題歌「Journey through the Decade」
作詞 - 藤林聖子 / 作曲 - Ryo / 編曲 - 中川幸太郎・Ryo / 歌 - Gackt
第22話からは2番の歌詞が使用された。平成ライダーシリーズにおいて、『仮面ライダーアギト』以降最終回ではオープニング映像がカットされ、テーマ曲とスタッフクレジットはエンディングとして流されるのが恒例だった中にあって、前述の事情から本作品では物語が完結しないため、通常のオープニングが最終回でも使用された。

挿入歌
「Ride the Wind」（10 - 22・26・28）
作詞 - 藤林聖子 / 作曲・編曲 - 鳴瀬シュウヘイ / 歌 - 門矢士（C.V.井上正大）
仮面ライダーディケイドのテーマソング。
「Treasure Sniper」（23 - 27・29 - 31）
作詞 - 藤林聖子 / 作曲・編曲 - Ryo / 歌 - 海東大樹（C.V.戸谷公人）
仮面ライダーディエンドのテーマソング。

### 関連CD
本作品独自のCD展開として、過去の平成仮面ライダー9作の各主題歌を鳴瀬シュウヘイとRIDER CHIPSがそれぞれリプロダクションしたアレンジ版を収録した「SONG ATTACK RIDE」シリーズが挙げられる。
主題歌CDは「Journey through the Decade」を参照。
Ride the Wind
2009年4月22日リリース。
仮面ライダーディケイド オリジナルサウンドトラック
2009年5月20日リリース。劇中BGM44曲と主題歌TVサイズ収録。
MASKED RIDER series Theme song Re-Product CD SONG ATTACK RIDE First featuring KUUGA KIVA RYUKI
2009年5月20日リリース。
MASKED RIDER series Theme song Re-Product CD SONG ATTACK RIDE Second featuring BLADE 555 AGITΩ
2009年6月24日リリース。
MASKED RIDER series Theme song Re-Product CD SONG ATTACK RIDE Third featuring DEN-O KABUTO HIBIKI
2009年7月22日リリース。以上の3枚とも、収録順は作中でディケイドが巡った各ライダーの世界に準じたものとなっている。
MASKED RIDER DECADE COMPLETE CD-BOX
2009年9月9日リリース。CD5枚＋DVD1枚の計6枚組。「Treasure Sniper」初収録。

## 制作

### 本作品完成までの経緯
本作品は当初、2つの企画の流れから制作された。1つは『仮面ライダーバトル ガンバライド』、もう1つは平成ライダー10周年を記念して平成ライダーたちが共闘する単発での共演映画である。しかし元々「平成仮面ライダーシリーズ」は作品ごとに設定が異なるため、世界観が異なるライダーたちを同時に出すことが難しかった。そこで前々作『仮面ライダー電王』の企画候補であった「パラレルワールドを主人公であるライダーが旅するロードムービー」というコンセプトを採用。現在の作品像が出来上がった。またデンライナーで各々のライダーが活躍する年号へ移動するという『電王2』という企画もあった。

### テレビシリーズの結末
本作品の最終話は、ディケイドがスーパーアポロガイストを倒した後「ライダー大戦」が始まり、その戦いが終わらないまま終了しており、その続きは同年12月12日公開の新作映画として公開する旨が告知された。これに対する批判が放送倫理・番組向上機構（BPO）に寄せられ、審議を受けた。BPOからの質問を受けたテレビ朝日は最終話終了後に明確な区別無く映画の告知を行ったのは適切な手法ではなかったと回答し、これを受けてBPOでは配慮ある番組制作を行うように局側に伝えることとした。
テレビ朝日は「『ディケイド』のテレビシリーズでは最終話以前のレギュラー放送において、一つのエピソードが終了した後、番組のエンディングで唐突に次の「旅」の予告が始まるという演出手法をとっていました。（第105回 放送と青少年に関する委員会議事概要）」と説明した。また、白倉プロデューサーは「最終話のラストシーンは第1話で夏海が見ていた夢が現実となり、最終話と第1話を演出上繋げたのであって映画への繋ぎではなかったです（要約）」と日刊サイゾーのインタビューに答えている。一方で主演を務めた井上正大のインタビューによれば、渡された台本には「最終話」の文字が無く、最後に「つづく」と書かれていたという。
監督の石田は、台本では映画ありきの最終回ということが決まっていたことから、予告が流れたことは救いであったとしており、そのために撮影された予告は台詞も指定されていたという。
こうした波乱含みの最終回は「意識的にやった」と白倉は述べている。そもそも本作品は視聴者の興味を次番組『仮面ライダーW』へとつなぐために制作された物であり、すっきりとした結末を提示したがためにそこで視聴をやめられてしまっては目的を果たせないからである。

## 放送日程
サブタイトルは原典を意識したものとなっている。怪人は本作品で初登場の者のみを記す。本作品も従来の平成ライダーシリーズと同様に2話完結の前後編構成であり、第1話が単編構成という都合上、各エピソード偶数回が前編で奇数回が後編となっている。
地元スポンサーの関係でローカル番組を優先し、遅れネットを余儀なくされていた山形テレビと静岡朝日テレビはそれぞれ、4月5日放送分（第11話）より同時ネットへ移行。これによりANNフルネット24局全局における同時ネット化を完了した。
| 放送日  | 放送回 | サブタイトル                 | 登場怪人                                                                 | 主な舞台                   | 脚本       | 監督       |
| ------- | ------ | ---------------------------- | ------------------------------------------------------------------------ | -------------------------- | ---------- | ---------- |
| 1月25日 | 1      | ライダー大戦                 |                                                                          | 夏海の世界                 | 會川昇     | 田﨑竜太   |
| 2月01日 | 2      | クウガの世界                 | - ン・ガミオ・ゼダ（声 - 立木文彦）                                      | クウガの世界               | 會川昇     | 田﨑竜太   |
| 2月08日 | 3      | 超絶                         | - ン・ガミオ・ゼダ（声 - 立木文彦）                                      | クウガの世界               | 會川昇     | 田﨑竜太   |
| 2月15日 | 4      | 第二楽章・キバの王子         | - ビートルファンガイア / 仮面ライダーキバ ドガバキフォーム               | キバの世界                 | 會川昇     | 金田治     |
| 2月22日 | 5      | かみつき王の資格             | - ビートルファンガイア / 仮面ライダーキバ ドガバキフォーム               | キバの世界                 | 會川昇     | 金田治     |
| 3月01日 | 6      | バトル裁判・龍騎ワールド     |                                                                          | 龍騎の世界                 | 會川昇     | 長石多可男 |
| 3月08日 | 7      | 超トリックの真犯人           | - アビソドン                                                             | 龍騎の世界                 | 會川昇     | 長石多可男 |
| 3月15日 | 8      | ブレイド食堂いらっしゃいませ | - パラドキサアンデッド                                                   | ブレイドの世界             | 米村正二   | 石田秀範   |
| 3月22日 | 9      | ブレイドブレード             | - パラドキサアンデッド                                                   | ブレイドの世界             | 米村正二   | 石田秀範   |
| 3月29日 | 10     | ファイズ学園の怪盗           | - タイガーオルフェノク                                                   | ファイズの世界             | 會川昇     | 柴﨑貴行   |
| 4月05日 | 11     | 555つの顔、1つの宝           | - タイガーオルフェノク                                                   | ファイズの世界             | 會川昇     | 柴﨑貴行   |
| 4月12日 | 12     | 再会プロジェクト・アギト     | - バッファローロード タウルス・バリスタ（声 - 鳥海浩輔）                 | アギトの世界               | 會川昇     | 長石多可男 |
| 4月19日 | 13     | 覚醒魂のトルネード           | - バッファローロード タウルス・バリスタ（声 - 鳥海浩輔）                 | アギトの世界               | 會川昇     | 長石多可男 |
| 4月26日 | 14     | 超・電王ビギニング           | - アリゲーターイマジン（声 - 三宅健太）                                  | 電王の世界                 | 小林靖子   | 石田秀範   |
| 5月03日 | 15     | 超モモタロス、参上!          | - アリゲーターイマジン（声 - 三宅健太）                                  | 電王の世界                 | 小林靖子   | 石田秀範   |
| 5月10日 | 16     | 警告:カブト暴走中            |                                                                          | カブトの世界               | 古怒田健志 | 田村直己   |
| 5月17日 | 17     | おばあちゃん味の道           | - フィロキセラワーム（声：望月健一）                                     | カブトの世界               | 古怒田健志 | 田村直己   |
| 5月24日 | 18     | サボる響鬼                   | - 牛鬼（声：酒井敬幸） - バケガニ変異体（19話）                          | 響鬼の世界                 | 米村正二   | 柴﨑貴行   |
| 5月31日 | 19     | 終わる旅                     | - 牛鬼（声：酒井敬幸） - バケガニ変異体（19話）                          | 響鬼の世界                 | 米村正二   | 柴﨑貴行   |
| 6月07日 | 20     | ネガ世界の闇ライダー         |                                                                          | ネガの世界                 | 井上敏樹   | 田﨑竜太   |
| 6月14日 | 21     | 歩く完全ライダー図鑑         |                                                                          | ネガの世界                 | 井上敏樹   | 田﨑竜太   |
| 6月28日 | 22     | ディエンド指名手配           | - ボスローチ                                                             | ディエンドの世界           | 井上敏樹   | 石田秀範   |
| 7月05日 | 23     | エンド・オブ・ディエンド     |                                                                          | ディエンドの世界           | 井上敏樹   | 石田秀範   |
| 7月12日 | 24     | 見参侍戦隊                   | - チノマナコ（声：大友龍三郎） - チノマナコ・ディエンド変身態            | シンケンジャーの世界       | 小林靖子   | 柴﨑貴行   |
| 7月19日 | 25     | 外道ライダー、参る!          | - チノマナコ（声：大友龍三郎） - チノマナコ・ディエンド変身態            | シンケンジャーの世界       | 小林靖子   | 柴﨑貴行   |
| 7月26日 | 26     | RX!大ショッカー来襲          | - 怪魔ロボット・シュバリアン（声 - 稲田徹） - サイ怪人                   | BLACK RXの世界 BLACKの世界 | 米村正二   | 金田治     |
| 8月02日 | 27     | BLACK×BLACK RX               | - 怪魔ロボット・シュバリアン（声 - 稲田徹） - サイ怪人                   | BLACK RXの世界 BLACKの世界 | 米村正二   | 金田治     |
| 8月09日 | 28     | アマゾン、トモダチ           | - 十面鬼 ユム・キミル（声 - 石川英郎）                                   | アマゾンの世界             | 米村正二   | 長石多可男 |
| 8月16日 | 29     | 強くてハダカで強い奴         | - 十面鬼 ユム・キミル（声 - 石川英郎）                                   | アマゾンの世界             | 米村正二   | 長石多可男 |
| 8月23日 | 30     | ライダー大戦・序章           | - スーパーアポロガイスト - ソーンファンガイア（30話） - 再生怪人（31話） | ライダー大戦の世界         | 米村正二   | 石田秀範   |
| 8月30日 | 最終話 | 世界の破壊者                 | - スーパーアポロガイスト - ソーンファンガイア（30話） - 再生怪人（31話） | ライダー大戦の世界         | 米村正二   | 石田秀範   |

## 評価
2010年3月期の仮面ライダーシリーズの売り上げは175億円だが、この売り上げは後番組である『仮面ライダーW』の売り上げが含まれており、『仮面ライダーディケイド』単体としての売り上げは不明。

## 再放送・ネット配信
地上波
2009年10月4日から2010年5月9日にかけて、テレビ朝日のみで再放送された。次回予告は割愛されており、その分の時間には劇場版仮面ライダーシリーズや、スーパー戦隊VSシリーズの予告が充てられた。また最終エピソードのライダー大戦編にあたる30話・31話（最終話）は、前述の理由から再編集された「特別編」となっており、本放送とは一部内容が異なる。
CS
- 東映チャンネル…2012年12月 - 2013年3月、2014年12月 - 2015年4月（いずれも「石ノ森章太郎劇場」枠）
  - この他、2010年12月の特集では前述の「特別編」も初放送されている。
- テレ朝チャンネル1…2017年3月 - 2018年1月
- ファミリー劇場…2018年4月 -

ネット配信
- 東映特撮 YouTube Official…2014年10月10日 - 2015年1月30日、2020年2月1日 - 5月23日、2021年9月11日 - 2022年1月1日
  - 本作品のフォーマットに合わせ、通常は毎週2話ずつの配信のところ、本作品では第1回目の配信のみ1話のみの配信となった[注釈 61]。また本作品の配信に合わせて、ディケイドが訪れた世界の作品からも第1話のみ[注釈 62]が配信された。
- 東映特撮ニコニコおふぃしゃる…2015年12月6日 - 2016年7月3日

## 映像ソフト化
いずれも発売元は東映ビデオ。
DVD『仮面ライダーディケイド』VOL.1 - 7
2009年7月21日 - 2010年1月21日にかけて、テレビシリーズのDVD全7巻が発売された。各巻4話（1・6・7巻は5話）収録。全巻とも映像特典としてキャストによる座談会が収録されている他、初回生産分の映像特典として「平成仮面ライダー」各作品の第1話が、ディケイドが世界を回った順（4巻の555と剣、5巻のアギトと電王は同時収録）に収録されている。初回封入特典として平成仮面ライダー10周年シートも付属。
Blu-ray『仮面ライダーディケイド Blu-ray BOX』
2017年3月8日発売。本作品のテレビシリーズ全話を収録したBlu-ray BOX。Disc6枚組。第30話・第31話は通常のものに加え、映像特典として前述の「特別編」も同時収録され、さらに小学館DVD『仮面ライダーディケイド 超アドベンチャーDVD 守れ! 〈てれびくんの世界〉』（一部抜粋）も収録されている。過去のDVD版の映像特典も（「平成仮面ライダー」各第1話を除き）全て収録され、さらに番組終了後初となる新規の座談会も収録。
一部エピソードのみ収録
DVD『平成仮面ライダー FINALエピソードコレクションDVD』
2011年3月18日にセブン-イレブン限定で発売されたコンピレーションDVD。本作品からは前述の第30話・第31話の「特別編」が収録となり、初めて映像ソフト化された。その他、『仮面ライダー龍騎』の第50話と『仮面ライダー電王』の第49話を収録。また、それ以外の平成ライダー作品の最終話（一部は最終回直前を含む2話）も、有料PPV方式で1週間視聴することができる。
Blu-ray『侍戦隊シンケンジャー コンプリートBlu-ray BOX2』
2014年4月11日に発売された『侍戦隊シンケンジャー』のBlu-ray BOXの第2巻。シンケンジャーと共演したエピソードである本作品の第24話・第25話が当時の放映順のままで本編扱いで同時収録され、映像特典として「ディケイド絵巻」も収録されている。

## 他媒体展開

### 映画
『劇場版 超・仮面ライダー電王&ディケイド NEOジェネレーションズ 鬼ヶ島の戦艦』
2009年5月1日公開。平成仮面ライダー10th 春の陣として公開。『仮面ライダー電王』と本作品のクロスオーバー作品。
『劇場版 仮面ライダーディケイド オールライダー対大ショッカー』
2009年8月8日公開。平成仮面ライダー10th 夏の陣として公開。本作品の単独作品。
『仮面ライダー×仮面ライダー W&ディケイド MOVIE大戦2010』
2009年12月12日公開。平成仮面ライダー10th 冬の陣として公開。『仮面ライダーW』と本作品のクロスオーバー作品。
『仮面ライダー×仮面ライダー×仮面ライダー THE MOVIE 超・電王トリロジー EPISODE YELLOW お宝DEエンド・パイレーツ』
2010年6月19日公開。本作品より唯一の登場となる海東大樹 / 仮面ライダーディエンドをメインに据えた作品。
『オーズ・電王・オールライダー レッツゴー仮面ライダー』
2011年4月1日公開。『仮面ライダーオーズ/OOO』と『仮面ライダー電王』のクロスオーバー作品。
スーパーヒーロー大戦シリーズ
いずれも仮面ライダーシリーズとスーパー戦隊シリーズのクロスオーバー作品。
『仮面ライダー×スーパー戦隊 スーパーヒーロー大戦』
2012年4月21日公開。同作品には門矢士 / 仮面ライダーディケイドと海東大樹 / 仮面ライダーディエンドも登場する。
『仮面ライダー×スーパー戦隊×宇宙刑事 スーパーヒーロー大戦Z』
2013年4月27日公開。先の2シリーズとメタルヒーローシリーズのクロスオーバー作品。
『平成ライダー対昭和ライダー 仮面ライダー大戦 feat.スーパー戦隊』
2014年3月29日公開。同作品には門矢士 / 仮面ライダーディケイドが主要人物として登場する。
『スーパーヒーロー大戦GP 仮面ライダー3号』
2015年3月21日公開。仮面ライダーディケイドが登場。
『仮面ライダー×スーパー戦隊 超スーパーヒーロー大戦』
2017年3月25日公開。
『仮面ライダー×仮面ライダー 鎧武&ウィザード 天下分け目の戦国MOVIE大合戦』
2013年12月14日公開。『仮面ライダー鎧武/ガイム』と『仮面ライダーウィザード』のクロスオーバー作品。武神ディケイドが登場。
『劇場版 仮面ライダービルド Be The One』
2018年8月4日公開。『仮面ライダービルド』の単独作品。仮面ライダーディケイドがエピローグに登場。
『平成仮面ライダー20作記念 仮面ライダー平成ジェネレーションズ FOREVER』
2018年12月22日公開。『仮面ライダージオウ』と『仮面ライダービルド』をメインとしたクロスオーバー作品。井上正大が声を演じる仮面ライダーディケイドが登場する。
『劇場版 仮面ライダージオウ Over Quartzer』
2019年7月26日公開。『仮面ライダージオウ』の単独作品。仮面ライダーディケイドが登場。
『仮面ライダー 令和 ザ・ファースト・ジェネレーション』
2019年12月21日公開。『仮面ライダージオウ』と『仮面ライダーゼロワン』をメインとしたクロスオーバー作品。仮面ライダーディケイドが登場。
『セイバー+ゼンカイジャー スーパーヒーロー戦記』
2021年7月22日公開。仮面ライダー50周年×スーパー戦隊45作品記念。仮面ライダーディケイドが登場。
『仮面ライダーガッチャード ザ・フューチャー・デイブレイク』
2024年7月26日公開。『仮面ライダーガッチャード』の単独作品。門矢士 / 仮面ライダーディケイドが登場。

### 他テレビシリーズ
『侍戦隊シンケンジャー』
スーパー戦隊シリーズ第33作。本作品の第24・25話と『シンケンジャー』の第二十幕と第二十一幕は連動したストーリーとして制作されている。
『仮面ライダーウィザード』
門矢士 / 仮面ライダーディケイドが第52・53話に登場する。
『仮面ライダージオウ』
仮面ライダーディケイドが2068年の世界に歴代平成仮面ライダーの銅像のひとつとして登場する他、それぞれ門矢士 / 仮面ライダーディケイドがEP13以降に、海東大樹 / 仮面ライダーディエンドがEP29以降にレギュラーとして登場する。

### テレビスペシャル
『仮面ライダーG』
『SmaSTATION!!Presents SMAPがんばりますっ!!』内で放送された作品。井上正大が声を演じる仮面ライダーディケイドが登場する。

### Vシネクスト
『仮面ライダージオウ NEXT TIME ゲイツ、マジェスティ』
2020年4月22日発売。『仮面ライダージオウ』のVシネクスト作品。海東大樹 / 仮面ライダーディエンドが登場。

### ネット版
『ネット版 仮面ライダーディケイド オールライダー超スピンオフ』
『仮面ライダーディケイド オールライダー対しにがみ博士』

### Web配信ドラマ
『RIDER TIME 仮面ライダー龍騎』
『仮面ライダージオウ』のスピンオフ作品。仮面ライダーアビスが登場。
『RIDER TIME 仮面ライダーディケイド VS ジオウ ディケイド館のデス・ゲーム』
『仮面ライダージオウ』のスピンオフ作品。門矢士 / 仮面ライダーディケイドと小野寺ユウスケ / 仮面ライダークウガと鳴滝が、Chapter 3に戸谷公人が声を演じる仮面ライダーディエンドが登場。
『RIDER TIME 仮面ライダージオウ VS ディケイド 7人のジオウ!』
『仮面ライダージオウ』のスピンオフ作品。門矢士 / 仮面ライダーディケイドが登場。
『仮面ライダーアウトサイダーズ』
『仮面ライダーエグゼイド』のスピンオフ作品。戸谷公人が声を演じる仮面ライダーディエンドが登場。
『仮面ライダーガッチャードVS仮面ライダーレジェンド』
『仮面ライダーガッチャード』のスピンオフ作品。井上正大が声を演じる仮面ライダーディケイドが登場。
『ナンバーワン戦隊ゴジュウジャー アニバーサリー討論会』
『ナンバーワン戦隊ゴジュウジャー』のスピンオフ作品。井上正大が声を演じる仮面ライダーディケイドが登場。

### 漫画
『テレまんがヒーローズ』2009年4月号掲載。著者は藤沢真行。

### ゲーム
アーケード系の『ガンバライド』は発売元・稼動がバンダイ。家庭用ゲーム系はバンダイナムコゲームス（バンダイレーベルおよびバンプレストレーベル、現：バンダイナムコエンターテインメント）である。
『仮面ライダーバトル ガンバライド』
2009年2月稼動の第2弾より登場。本作品と連動したデータカードダスであり、筐体はディケイドライバーをモチーフとしている。
『仮面ライダーバトル ガンバライド カードバトル大戦』
2010年7月29日発売、ニンテンドーDS用ソフト。上記のカードのDS用にデジタル化の移植版による。
『仮面ライダー クライマックスヒーローズ』
2009年8月6日発売。
『グレイトバトル フルブラスト』
2012年3月1日発売。
『仮面ライダー バトライド・ウォー』
2013年5月23日発売。

### 舞台
『MASKED RIDER LIVE&SHOW 〜十年祭〜』
2009年6月28日・29日に東京国際フォーラムで開催されたライブイベント・ミュージカル公演。
『仮面ライダーディケイド ファイナルステージ & 番組キャストトークショー』
2009年9月16日にグランキューブ大阪で、9月26日・27日に渋谷C.C.Lemonホールで開催。クウガからダブルまでの平成仮面ライダーが活躍するオリジナルライブショー「仮面ライダーディケイドファイナルステージ」の他、ディケイドとダブルのキャストによる「仮面ライダーディケイド×ダブル 番組キャストトークショー」、もしくはディケイドのキャストによる「仮面ライダーディケイド番組キャストトークショー」が行われていた。
2010年1月21日にDVDとして発売され、上記の3部構成で収録されている。

### 小説
『S.I.C. HERO SAGA』
月刊ホビージャパンで連載されているジオラマ小説。著：早瀬マサト。
「MASKED RIDER DECADE EDITION -ストロンガーの世界-」
『仮面ライダーストロンガー』のクロスオーバー作品。本作品とは異なる世界観だが、劇場作品の設定を組み込んだ作品となっている。
「MASKED RIDER DECADE EDITION -オーズの世界-」
『仮面ライダーオーズ/OOO』のクロスオーバー作品。
『小説 仮面ライダーディケイド 門矢士の世界〜レンズの中の箱庭〜』
- 著 - 鐘弘亜樹
- 監修 - 井上敏樹
- 講談社（講談社キャラクター文庫）刊、2013年4月11日発売。ISBN 978-4063148602

テレビシリーズをベースに再構成したオリジナル小説。
士や夏海といった登場人物や世界観の設定が大幅に変更されている他、他の世界の登場人物が、五代雄介や天道総司、野上良太郎といった原典の登場人物に変わっている。
著者の鐘弘亜樹は井上敏樹の娘の井上亜樹子の別のペンネームで、本作品で小説家デビューを果たした。

### オリジナルDVD
『仮面ライダーディケイド 超アドベンチャーDVD 守れ!〈てれびくんの世界〉』
てれびくんの誌上通販でのみ購入可能。キバに続きDVD-Video機能を使ってランダムで出題されるクイズを解いていく視聴者参加型のストーリー。ディケイド放送終了後に発送されたため、冒頭でも小野寺ユウスケが泣きながら説明するシーンがある。
問題はランダムで複数出され、DVDを何度でも楽しめるようになっており、もしクイズに不正解した場合はバッドエンドのストーリーに分岐する。付録としてビデオオリジナル武器の『ディケイドバズーカ』組立付録・ガンバライド対応カード『No.P-011 仮面ライダーディケイド』が同梱されており、どちらも実際に劇中に登場する。
ビデオオリジナル要素として平成10大ライダーの最強フォーム揃い踏みも実現している。『仮面ライダークウガ』テレビシリーズや本作品のテレビシリーズでも見せることが無かったクウガ アルティメットフォーム（レッドアイver.）の必殺技が披露される。
ディケイドバズーカとアタックライド・てれびくんについては、仮面ライダーディケイド (キャラクター)を参照。
キャスト
- 門矢士 - 井上正大
- 光夏海 - 森カンナ
- 小野寺ユウスケ - 村井良大
- 海東大樹 - 戸谷公人
- てれびバエくんの声 - 高木渉

スーツアクター
- 仮面ライダーディケイド - 高岩成二
- 永徳

スタッフ
- 原作 - 石ノ森章太郎
- 監督 - 柴﨑貴行
- てれびバエくんデザイン - 青木哲也
- プロデュース - 白倉伸一郎、武部直美、和佐野健一
- アクション監督 - 宮崎剛（ジャパンアクションエンタープライズ）
- プロデュース - 白倉伸一郎、武部直美、和佐野健一
- 構成 - 武部直美
- 制作協力 - 東映
- DVD制作 - 東映ビデオ

### 検定
『平成仮面ライダー検定』
テレビ朝日ケータイサイト内で行なわれた、平成仮面ライダーシリーズ（映画・テレビスペシャルを除く）に関する検定。問題案の投稿はユーザーによる。出題範囲は『仮面ライダークウガ』から『仮面ライダーキバ』まで。8月16日に本試験が行われ、本試験では前述の9作品に本作品も出題範囲に含まれる。